# العلاقات المالديفية البالاوية
العلاقات المالديفية البالاوية هي العلاقات الثنائية التي تجمع بين المالديف وبالاو.

## مقارنة بين البلدين
هذه مقارنة عامة ومرجعية للدولتين:
| وجه المقارنة                                              | [[تصنيف:صفحات تستخدم رمز علم غير موجود\|]] المالديف | بالاو                         |
| --------------------------------------------------------- | --------------------------------------------------- | ----------------------------- |
| المساحة (كم2)                                             | 298                                                 | 465                           |
| عدد السكان (نسمة)                                         | 436.33 ألف                                          | 21.73 ألف                     |
| الكثافة السكانية (ن./كم²)                                 | 146.42 ألف                                          | 4.67 ألف                      |
| العاصمة                                                   | ماليه                                               | نغيرولمود، كورور              |
| اللغة الرسمية                                             | اللغة الديفهي                                       | لغة إنجليزية، اللغة البالاوية |
| العملة                                                    | روفيه مالديفية                                      | دولار أمريكي                  |
| الناتج المحلي الإجمالي (بليون دولار)                      | 4.60 مليار                                          | 291.54 مليون                  |
| الناتج المحلي الإجمالي (تعادل القوة الشرائية) بليون دولار | 5.23 مليار                                          | 326.12 مليون                  |
| الناتج المحلي الإجمالي الاسمي للفرد دولار أمريكي          | 8.39 ألف                                            | 13.50 ألف                     |
| الناتج المحلي الإجمالي للفرد دولار أمريكي                 | 12.53 ألف                                           | 14.76 ألف                     |
| مؤشر التنمية البشرية                                      | 0.706                                               | 0.780                         |
| رمز المكالمات الدولي                                      | +960                                                | +680                          |
| رمز الإنترنت                                              | .mv                                                 | .pw                           |
| المنطقة الزمنية                                           | ت ع م+05:00                                         | ت ع م+09:00                   |

## منظمات دولية مشتركة
يشترك البلدان في عضوية مجموعة من المنظمات الدولية، منها:
| علم المنظمة | اسم المنظمة                        | تاريخ انضمام المالديف | تاريخ انضمام بالاو |
| ----------- | ---------------------------------- | --------------------- | ------------------ |
|             | مؤسسة التنمية الدولية              | 13 يناير 1978         | 16 ديسمبر 1997     |
|             | الأمم المتحدة                      | 21 سبتمبر 1965        | 15 ديسمبر 1994     |
|             | البنك الدولي للإنشاء والتعمير      | 13 يناير 1978         | 16 ديسمبر 1997     |
|             | بنك التنمية الآسيوي                | 1978                  | 2003               |
|             | منظمة حظر الأسلحة الكيميائية       | ?                     | ?                  |
|             | مؤسسة التمويل الدولية              | 2 فبراير 1983         | 16 ديسمبر 1997     |
|             | وكالة ضمان الاستثمار متعدد الأطراف | 19 مايو 2005          | 16 ديسمبر 1997     |
|             | تحالف الدول الجزرية الصغيرة        | ?                     | ?                  |
|             | يونسكو                             | 18 يوليو 1980         | 20 سبتمبر 1999     |

## وصلات خارجية
- موقع وزارة الخارجية المالديفية